# Lycaena deserticola
Lycaena deserticola är en fjärilsart som beskrevs av Henry John Elwes 1899. Lycaena deserticola ingår i släktet Lycaena och familjen juvelvingar. Inga underarter finns listade i Catalogue of Life.